# Gmina Cista Provo
Gmina Cista Provo (chorw. Općina Cista Provo) – gmina w Chorwacji, w żupanii splicko-dalmatyńskiej. W 2011 roku liczyła 2335 mieszkańców.

## Miejscowości
Gmina składa się z następujących miejscowości:
- Aržano
- Biorine
- Cista Provo
- Cista Velika
- Dobranje
- Svib